# Iluminaciones en la sombra

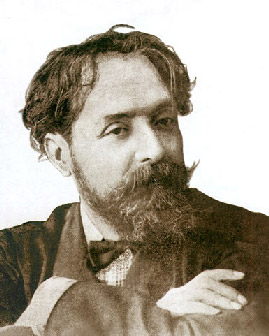
Alejandro Sawa, c. 1905

Iluminaciones en la sombra es una obra del escritor y poeta español Alejandro Sawa (1862-1909). Publicada póstumamente un año después de la desaparición del escritor sevillano, ha sido catalogada como libro de ensayos, libro de crónicas, libro misceláneo e incluso como una novela; solo algunos especialistas lo han catalogado como un diario literario. Su nombre procede de las lecturas simbolistas de nuestro autor, lecturas de autores que cita con fruición. En especial, Verlaine, del que cuenta en cierto momento detalles del funeral, en el que Sawa estuvo presente y que evoca con visible emoción.

## La obra
La obra está integrada por fragmentos de variada extensión –nunca  demasiado  largos– de  índole e intencionalidad diversas. Entre ellos es posible encontrar pasajes fechados, dedicados al análisis de contexto que le rodea. El hilo conductor de todo el libro es Alejandro Sawa, que se yergue como un sujeto-autor que analiza, revisa y da cuenta de sucesos y experiencias propias. Por una parte asistimos al París de Verlaine, Daudet y Mallarmé, cabezas visibles del nuevo simbolismo y sus conexiones con el modernismo hispánico. Por otra, Sawa, divaga y reflexiona intensamente sobre su mísera realidad y su nulo futuro. Un hombre de apenas 47 años que no se reconoce en el mundo que le ha tocado vivir.

## El género
Iris Zavala escribe que  “Dietario  de  un alma fue  el  primer  título  en  español”, como se puede comprobar en la publicación parcial que el poeta hizo en la revista Helios (Sawa, 1977: 57). Sin embargo, el diarista español Andrés Trapiello, prologuista de la edición de Nórdica, afirma que puede ser definido como 

un libro misceláneo, en forma de diario, que es género donde cabe todo lo que no cabe en ningún otro  sitio”  (Sawa,  2009:  20)

.
La relación entre periodismo y diarismo ha sido apuntada por Álvaro Luque Amo en relación con César González Ruano y su Diario íntimo. En palabras de Luque : 

Esta coincidencia entre diario periodístico y diario personal no es casual; el columnista es algo parecido a un diarista que a diferencia del diario personal no narra su intimidad ni se ubica en un espacio más cercano al Yo, sino que narra lo externo, aquello que es o puede ser materia de noticiario. El Yo periodístico de González-Ruano, como el de Umbral y otros periodistas de renombre, se asemeja mucho a este Yo del diario; por ese motivo, no deben extrañar las semejanzas entre la labor periodística y la diarística de Ruano.
Álvaro Luque Amo, Diario personal y literatura en la obra de César González Ruano.

### Diarismo
Escribe Sawa: 

Anteayer fui víctima de una expoliación, de un robo, en pleno Madrid, a las cuatro de la tarde. Un hombre que sabía de los horrores de mi situación y que yo había concluido una comedia cuya representación se disputaban dos teatros de Madrid me ofreció por la propiedad absoluta de mi trabajo (¿se puede decir que no al sayón que ofrece contra un gesto de amabilidad un momento de descanso?) treinta monedas del mismo tipo monetario de las que tentaron a Judas para consumar su inmortal infamia; treinta monedas que yo acepté con ansia, con asco.
Alejandro Sawa, Iluminaciones en la sombra, págs. 152-153.

## Ediciones
- 1910: Iluminaciones en la sombra. Prólogo de Rubén Darío. Madrid, Editorial Renacimiento.
- 2009: Iluminaciones en la sombra. Prólogo de Andrés Trapiello. Madrid, Nórdica.